# Mitragyna speciosa
Mitragyna speciosa là một loài thực vật có hoa trong họ Thiến thảo. Loài này được (Korth.) Havil. mô tả khoa học đầu tiên năm 1897.

## Hình ảnh

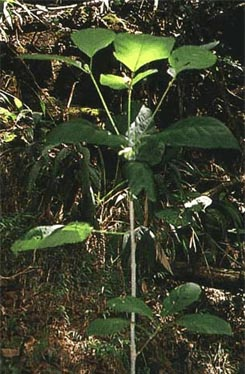
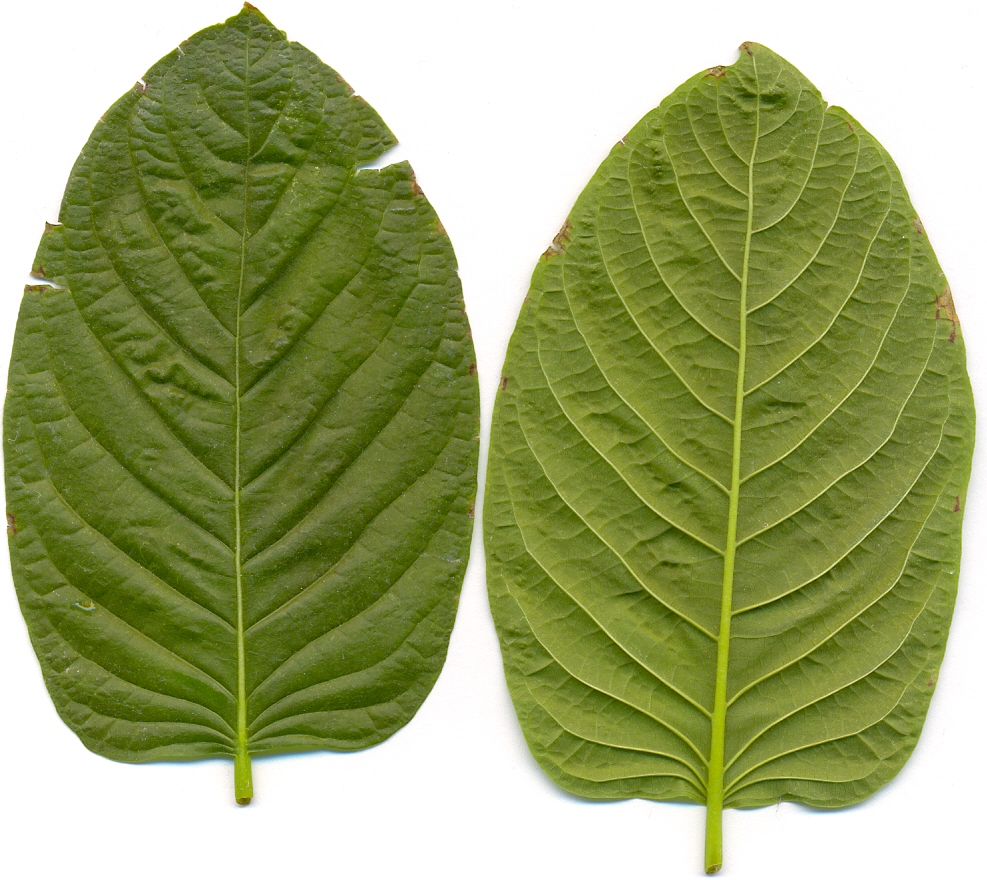
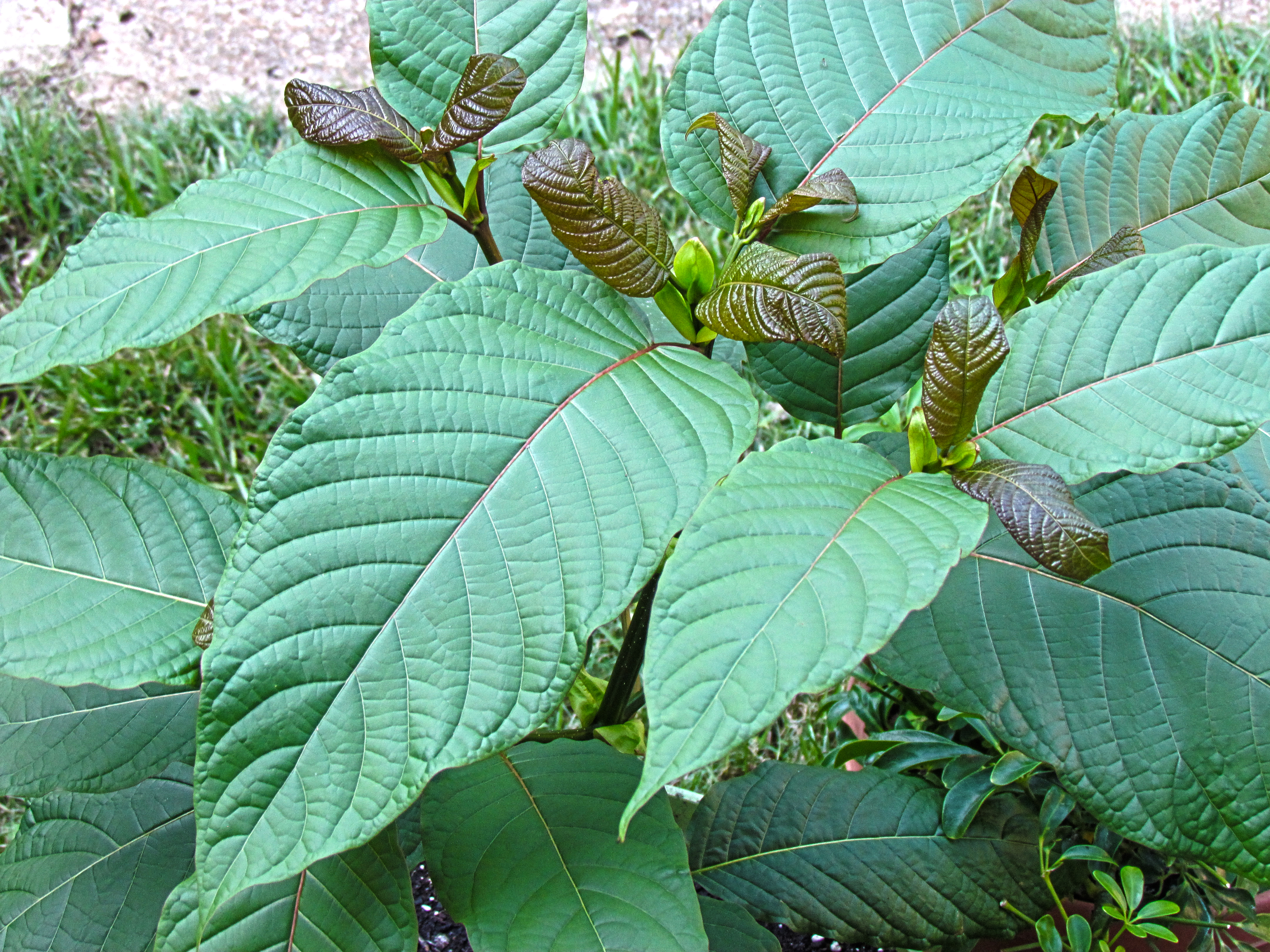
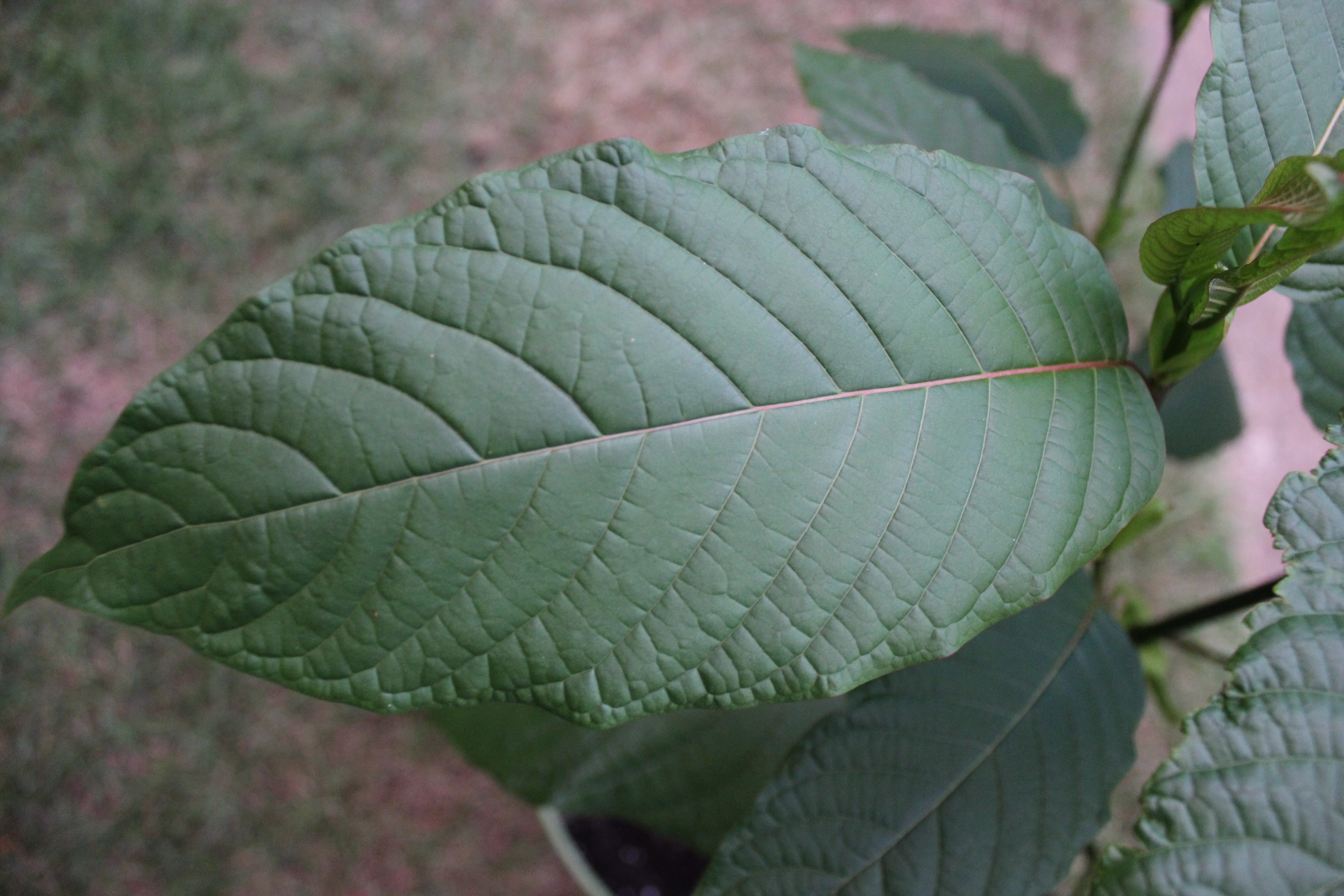